# Nagroda Miasta Gdańska dla Młodych Naukowców im. Jana Uphagena
Nagroda Miasta Gdańska dla Młodych Naukowców im. Jana Uphagena – polska nagroda w formie statuetki, pamiątkowego dyplomu oraz nagrody pieniężnej w wysokości 10000 zł dla studentów i absolwentów gdańskich uczelni wyższych w wieku do 30 lat za wybitne osiągnięcia naukowe. Nagroda przyznawana od 2004 roku (do 2006 roku jako „Młody Heweliusz”) jest w dwóch kategoriach (nauk humanistycznych i społecznych oraz nauk ścisłych i przyrodniczych).
Wnioski o przyznanie nagrody w obu kategoriach mogą składać:
- prezydent Gdańska
- rektorzy gdańskich wyższych uczelni
- członkowie Polskiej Akademii Nauk w Gdańsku
- członkowie Stacji Naukowej Polskiej Akademii Umiejętności w Gdańsku
- przewodniczący wydziałów Gdańskiego Towarzystwa Naukowego

## Laureaci w kategorii nauk humanistycznych i społecznych[3]
- dr Piotr Trzonkowski (2004)
- Julia Mielczarek (2005)
- Monika Bokiniec (2006)
- Kamil Zeidler (2007)
- dr Michał Harciarek (2008)
- dr Paweł Antonowicz (2009)
- dr n. med. Emilia Sitek (2010)
- dr Magdalena Giers (2011)
- mgr Jakub Szlachetko (2012)
- Piotr Kitowski (2013)[4]
- dr Anna Klimaszewska (2014)
- dr Adam Marszk (2015)[1]
- mgr Wacław Kulczykowski (2017)[5]
- nie przyznano nagrody (2018)
- mgr Aleksandra Mańkowska (2019)
- mgr Natalia Lubińska (2021)
- mgr Ariadna Łada-Maśko (2022)[6][7]

## Laureaci w kategorii nauk ścisłych i przyrodniczych[3]
- dr Krzysztof Giaro (2003)[8]
- dr Sławomir Antkiewicz (2003)
- dr Oktawian Nawrot (2004)
- dr inż. Michał Małafiejski (2005)
- Karol Horodecki (2006)
- Paweł Wiczling (2007)
- dr inż. Anna Mietlarek-Kropidłowska (2008)
- dr Robert Łyżeń (2009)
- dr inż. Adrian Kosowski (2010)
- dr Sylwia Freza (2011)
- dr n. med. Miłosz Jaguszewski (2012)
- dr inż. Marek Tobiszewski (2013)[4]
- dr Marta Kolanowska (2014)
- dr n. med. Marcin Hellmann (2015)[1]
- dr inż. Adrian Bekasiewicz (2016)[5]
- dr inż. Mariusz Szkoda (2017)[9]
- dr Marta Skowron Volponi (2018)
- dr Karolina Pierzynowska (2019)
- mgr Klaudiusz Czudek (2020)
- dr Igor Rafał Obuchowski (2021)
- dr inż. Marcin Wekwejt (2022)[6][7]